# Infiniti G
Infiniti G — компактный престижный автомобиль, выпускавшийся подразделением Nissan Infiniti с 1990 по 2013 года, кроме отрезка времени с 1996 по 1998 год. Первые 2 поколения автомобиля основывались на Nissan Primera, начиная с третьего это были японские Nissan Skyline, переделанные для западного рынка. До модели G Infiniti не выпускали среднеразмерные автомобили. В 2013 году название G было заменено на Q50 для седана и Q60 для купе и кабриолета.

## Первое поколение
В 1989 году Nissan решили выйти на рынок США с люксовой линейкой автомобилей, чтобы соперничать с Honda, которая создала Acura ещё в 1986, и Toyota, которая в том году создала Lexus. Для этого компания создала подразделение Infiniti. Одной из трёх первых моделей, созданных на базе автомобилей Nissan, стал седан Infiniti G20 P10. Это был ребеджированный и улучшенный Nissan Pulsar GTI-R, начавшийся выпускаться в том же году. Он был показан на автосалоне в Нью-Йорке-1989 и начал производиться 10 июля 1990 года как автомобиль 1991 модельного года.

### Двигатель и оснащение
Выбора в двигателях не было — это был единственный 2-литровый бензиновый четырёхцилиндровый рядный агрегат с моделей Nissan Sentra и Nissan 200SX. На выбор была 5-ступенчатая механическая или 4-ступенчатая автоматическая коробки передач. Передняя подвеска была трёхрычажной, для задней была выбрана необычная схема — стойки Макфёрсон.
В стандартной комплектации были дисковые тормоза с ABS, противоугонная система, электропривод зеркал, стёкол и замков, аудиосистема Bose, круиз-контроль, кондиционер, а также кожаные руль и рычаг переключения передач. Комплектация повыше имела кожаные сиденья, обогрев зеркал, электропривод окна на крыше, а в высшей комплектации были электропривод сидений и бесключевой доступ в салон. Также было 2 пакета опций — Touring и Sport, имевшие спортивный салон и экстерьер (спойлер).

### Рестайлинг
Первый рестайлинг автомобиль получил в 1993 году, когда двойные подушки безопасности были заменены ремнями безопасности, боковые молдинги стали окрашиваться в цвет автомобиля, появилось 6 динамиков аудиосистемы, а кожаный салон и бесключевой доступ вошли в стандартную комплектацию.
В 1994 году произошёл второй рестайлинг, включавший новую хромированную решётку радиатора и бо́льшие колёсные диски 195/65R14. Тогда же появился пакет опций Touring.
Последний седан был выпущен 19 июля 1996 года, вместо него было решено выпускать Infiniti I30. Всего было выпущено 92 599 автомобилей.

## Второе поколение
Второе поколение появилось в 1998 году и претерпело несколько небольших изменений: задняя подвеска Макферсона была заменена на полузависимую балку с механизмом Скотта—Рассела, взятую с подвески  Nissan Maxima тех годов (такие же схемы получили модели 300ZX и Skyline GT-R Nissan; передняя не изменилась), было изменено перераспределение веса автомобиля (61% спереди/39% сзади), также изменились размерные характеристики кузова и внешний вид автомобиля. Внутреннее оснащение стало лучше: в стандартной комплектации появились климат-контроль, кожаные сидения, плеер double-DIN Bose, бесключевой доступ, люк на крыше, боковые подушки безопасности. По прежнему остался пакет Touring со спортивными сидениями и 12-спицевыми колёсами. Вместе с рестайлинговыми автомобилями было выпущено 47 933 автомобиля.
- Размерность колёс — 195 / 65 / R15; 205 / 60 / R16
- Подвеска — независимая, трёхрычажная пружинная спереди и полунезависимая балка сзади
- Тормоза — дисковые вентилируемые

### Рестайлинг
Рестайлинг произошёл в 2000 году: мотор стал мощнее на 5 лошадиных сил, появился иммобилайзер, боковые зеркала получили антиослепляющее покрытие во всех комплектациях. Также появился пакет Sport с двухцветными сидениями, 16-дюймовыми колёсами и почти незаметными изменениями экстерьера и интерьера (в остальном он не отличался от пакета Touring).

## Третье поколение
Третье поколение было анонсировано в июне 2001 года и появилось в продаже в начале 2002 года. Впервые появился не только седан, но и купе. Оно, в отличие от предыдущего поколения, имело мало общего с оригинальным автомобилем. Оно получило новую платформу Nissan FM («Front Midship»), в которой двигатель разворачивался на 90 градусов и немного отодвигался назад, что, в свою очередь, положительно сказалось на развесовке автомобиля (52% спереди/48% сзади). Уже в 2003 году автомобиль стал автомобилем года по версии журнала Motor Trend, попал в десятку лучших автомобилей журнала Car and Driver и был номинирован на звание автомобиля года в Северной Америке.
Как и для предыдущих поколений, для третьего был доступен только 1 двигатель: новый 3,5-литровый бензиновый мотор мощностью 260 л. с.. Появились новые коробки передач: 6-ступенчатая механическая и 5-ступенчатая автоматическая от Aisin-Warner. Впервые появился управляемый полный привод ATTESA E-TS (автомобили с полным приводом назывались G35X), который равномерно распределял мощность на обе оси при ускорении и полностью отдавал всю мощность на заднюю ось при равномерном движении. Всего был выпущен 305 641 автомобиль третьего поколения.
- Размерность колёс — 215 / 55 / R17; 205 / 65 / R16
- Подвеска — независимая, многорычажная пружинная спереди и двухрычажная сзади
- Тормоза — дисковые вентилируемые

### Рестайлинги
Автомобиль претерпел два рестайлинга: в 2005 и в 2006 году. После рестайлинга 2005 года автомобиль слегка изменился в интерьере, также увеличилась мощность до 286 и 302 л. с. в зависимости от коробки передач. В 2006 году изменились передние фары, бампер и ещё несколько небольших деталей кузова. Также появился Bluetooth для возможности подключения телефона для опции «Hands-free».

## Четвёртое поколение
Производство седана четвёртого поколения было начато в сентябре 2006 года. В июне 2007 года в серию было запущено купе. Спустя 2 года был представлен кабриолет.
Изначально седан предлагался с двигателем 3,5 литра с 5-ступенчатой автоматической коробкой передач или с 6-ступенчатой механической коробкой передач. Купе оснащалось двигателем 3,7 литра с тем же выбором коробок передач. Для версий с механической коробкой передач существовал спортивный пакет. С 2009 года на седан стал устанавливаться двигатель 3,7 литра. В том же году 5-ступенчатая автоматическая коробка передач была заменена на 7-ступенчатую. В конце 2010 года для седана стал предлагаться двигатель 2,5 литра.
- Размерность колёс — 225 / 55 / R17; 245 / 45 / R18
- Подвеска — независимая, двухрычажная пружинная спереди и многорычажная сзади
- Тормоза — дисковые вентилируемые

### Рестайлинг
В ноябре 2009 года был представлен рестайлинговый седан. Автомобиль получил новую решётку радиатора и бампер с противотуманными фарами. В июле 2010 года были представлены обновлённые купе и кабриолет.